# Trecase
Trecase ist eine Gemeinde mit 8501 Einwohnern (Stand 31. Dezember 2023) in der Metropolitanstadt Neapel, Region Kampanien. 
Die Nachbarorte von Trecase sind Boscotrecase, Ercolano, Ottaviano, Torre Annunziata und Torre del Greco.

## Bevölkerungsentwicklung
Trecase zählt 3135 Privathaushalte. Zwischen 1991 und 2001 fiel die Einwohnerzahl von 9595 auf 9179. Dies entspricht einem prozentualer Abnahme von 4,3 %.